# Теория денег
Теория денег, или денежная теория — экономическая теория, изучающая воздействие денег на экономическую систему.
Первым систематически рассмотрел вопросы денежной теории англичанин Айзек Джервэйз в трактате «Система, или Теория мировой торговли» (1720 год). Идеи Джервэйза развил итальянский экономист Фердинандо Галиани в своей работе «Della Moneta» (1750 год).

## Металлистическая теория денег (XV—XVII вв.)
Покупательную способность денежной единицы определяет металл, из которого сделана монета. Соответственно банкноты не признаются самостоятельными деньгами, они являются лишь «представителями» полновесных монет. Наиболее ценятся монеты из благородных металлов (золото и серебро). Они обладают стоимостью благодаря высокой стоимости металла, связанной с его природными свойствами, а не из-за отчеканенного номинала.

## Номиналистическая теория денег (XVII—XVIII вв.)
Покупательная способность денежной единицы определяется её номиналом, то есть суммой, указанной на монете или банкноте. То есть деньги являются сугубо условными номинальными знаками, стоимость которых не зависит от материального содержания.
Первыми представителями раннего номинализма были англичане Дж. Беркли (1685—1753) и Дж. Стюарт (1712—1780). В основе их теории лежали два следующих положения: деньги создаются государством, их стоимость назначается и выражается в денежных номиналах.
Дальнейшее развитие номинализма (особенно в Германии) приходится на конец XIX — начало XX вв. Наиболее известным представителем номинализма был немецкий экономист Г. Кнапп (1842—1926). Деньги, по его мнению, имеют покупательную способность, которую придаёт им государство.
Эволюция номинализма проявилась в этот период в том, что Г. Кнапп основывал свою теорию не на полноценных монетах, а на бумажных деньгах. При этом при анализе денежной массы он учитывал лишь государственные казначейские билеты (бумажные деньги) и разменные монеты. Кредитные деньги (векселя, банкноты, чеки) он исключал из своего исследования, что обусловило несостоятельность его концепции по мере распространения кредитных денег.
Основная ошибка номиналистов состояла в том, что, отделив бумажные деньги не только от золота, но и от стоимости товара, они наделяли их «стоимостью», «покупательной силой» путём акта государственного законодательства.
Большую роль номинализм сыграл в экономической политике Германии, которая широко использовала эмиссию денег для финансирования Первой мировой войны. Однако период гиперинфляции в Германии в 1920-х гг. положил конец господству номинализма в теории денег.
Современные экономисты не разделяют основных взглядов Г. Кнаппа. Сохранив от номинализма отрицание металлической концепции теории трудовой стоимости, они стали искать определение стоимости денег не в декретах государства, а в сфере рыночных отношений путём субъективной оценки их «полезности», покупательной способности. В результате ведущую позицию в теории денег заняла количественная теория.

## Количественная теория денег (конец XVII — начало XVIII вв.)
Теория гласит, что покупательная способность денежной единицы и уровень цен определяются количеством денег в обороте.
{\displaystyle C={\frac {S}{V}}}, где
C — количество денег, S — сумма цен товаров, V — скорость обращения денег.
Постепенно количественная теория денег трансформировалась в монетаристскую концепцию современной экономической теории.

## Марксистская теория денег
К. Маркс в I томе «Капитала» появление денег считал этапом эволюции форм стоимости. Маркс исходил из того, что меновая стоимость товара зависит от затрат труда, который в нём воплощён. При этом действует закон стоимости, в соответствии с которым стоимости обмениваемых товаров должны быть одинаковыми. Это приводит к формированию меновых пропорций в натуральном выражении. Например, как пишет Маркс:

{\displaystyle x} товара А = {\displaystyle y} товара В, или: {\displaystyle x} товара А стоит {\displaystyle y} товара В. (20 аршин холста = 1 сюртуку, или: 20 аршин холста стоят одного сюртука.)
— К. Маркс «Капитал»
Маркс различает следующие формы стоимости по мере их развития:
1. Простая, единичная, или случайная форма стоимости (возникает при единичном обмене, когда один товар обменивается на другой, обязательно обоюдное желание как отдать, так и получить).
2. Полная, или развёрнутая форма стоимости (возникает при систематическом обмене, например, ткач регулярно обменивает ткань на разные товары, тогда 20 аршин холста будет равны 1 сюртуку, 10 фунтам чая и т. д., то есть 20 аршин холста получают оценку в разных товарах).
3. Всеобщая форма стоимости (если ткань становится всеобщим эквивалентом, то все товары получают оценку в кусках ткани и «холст приобретает способность непосредственно обмениваться на все другие товары», обладателю холста уже не надо искать, кто согласится отдать свой товар за холст).
4. Денежная форма стоимости. Со временем среди всех товаров выделяется один, в котором удобно выражать стоимость. Таким товаром может быть золото или другой драгоценный металл в силу того, что оно обладает рядом свойств — является делимым, не скоропортящимся, транспортабельным и т. д.

Золото лишь потому противостоит другим товарам как деньги, что оно раньше уже противостояло им как товар. Подобно всем другим товарам, оно функционировало и как эквивалент — как единичный эквивалент в единичных актах обмена и как особенный эквивалент наряду с другими товарами-эквивалентами. Мало-помалу оно стало функционировать, в более или менее широких кругах, как всеобщий эквивалент. Как только оно завоевало себе монополию на это место в выражении стоимостей товарного мира, оно сделалось денежным товаром, и лишь с того момента … всеобщая форма стоимости превращается в денежную форму.
— К. Маркс «Капитал»
Денежный товар служит для соизмерения стоимостей всех других товаров, начинает применяться в качестве масштаба цен.
В докапиталистических формациях роль всеобщего эквивалента выполняли различные товары. Ими могли быть шкуры, раковины, зерно, предметы обихода. Широкое распространение получил скот. В дальнейшем деньгами становятся драгоценные металлы, так как обладают произвольной делимостью и однородностью. Они имеют высокую стоимость в малом объёме, транспортабельны и не подвержены порче — окислению. Поэтому при капитализме золото и серебро окончательно утвердили свою монополию в качестве денежного товара в мировом масштабе. Монопольное положение драгоценных металлов приводит к отождествлению с богатством, а отношения между людьми воспринимаются как отношения между вещами. Возникает сначала товарный фетишизм, а затем и его высшая форма — денежный фетишизм. Дальнейшее развитие денег приводит к появлению фидуциарных (нетоварных) денег, которые играют роль всеобщего эквивалента, не имея при этом собственной стоимости.

## Монетаризм
Теория, в соответствии с которой находящаяся в обращении денежная масса играет определяющую роль в стабилизации и развитии рыночной экономики. Основоположником монетаризма является М. Фридман. Монетаризм возник в 50-е годы XX века. Вершиной теоретических разработок монетаризма стала концепция стабилизации американской экономики и известная «Рейганомика», реализация которых помогла США ослабить инфляцию и укрепить доллар.

## Кейнсианская теория денег
Эта теория о сущности денег и их воздействии на производство была предложена английским экономистом Дж. М. Кейнсом (1883—1946) в конце 1920-х-начале 1930-х гг. Скорость обращения денег в движении доходов рассматривается как переменная величина, изменяющаяся совокупно с изменениями доходов, нормы процента и другими параметрами экономики.

## Функциональная теория денег
Функциональная теория денег рассматривает покупательную силу денег как результат их обращения, или функционирования. Функциональная теория денег обосновывает несущественность для денег их металлического содержания вследствие выполнения ими функций в сфере обращения.

## Государственная теория денег
Согласно этой теории, государство не только создаёт деньги, но и предписывает им платёжную силу. Трактуя чисто юридическую природу денег, государственная теория денег отрицает всякое значение для платёжной силы денег их металлического содержания, утверждая, что бумажные деньги так же хороши, как металлические. Основной функцией считается функция платёжного средства, и игнорируется функция денег как меры стоимости, сокровища и мировых денег.

## Информационная теория денег
В этой теории деньги рассматриваются как разновидность информации о стоимости, связанная с разными видами вещественных носителей (бумага, электронные носители). Согласно этой теории, если в аграрную эпоху основным носителем денежной информации было золото, в индустриальную — бумага, то в современную информационную эпоху главным носителем денежной информации являются электронные носители, а экономическая деятельность рассматривается как информационная. Экономическая деятельность не может рассматриваться как информационная, постольку, поскольку экономика это производство и распределение благ, а информационная часть, обеспечивающая процессы экономики является финансовой деятельностью.
В современной макроэкономике употребляются термины товарные деньги и декларированные деньги. Товарные деньги обладают собственной стоимостью, устанавливаемой спросом и предложением, например золотые деньги — «Золотой стандарт». Стоимость декларированных денег устанавливает эмитент — государство и обеспечивает ее, как может — гарантируя золотом или другим товаром, или регулируя количество их обращения в экономике.